# Vinejš červený
Vinejš červený (Anilius scytale) je zvláštní had, jediný zástupce čeledi Aniliidae. Jde o jednoho z nejprimitivnějších hadů, zajímavý relikt z dob dávno minulých. Vyskytuje se v Jižní Americe, především v Amazonii a na některých ostrovech Malých Antil. V současnosti jsou známy dva poddruhy: Anilius scytale scytale a Anilius scytale phelpsorum.
Má pozůstatky pánve tvořené jedinou kostí a rudimenty zadních končetin. Levá plíce je zakrnělá (jako u vyvinutějších druhů hadů), ale kosti lebky jsou stále pevně srostlé. Tělo je pokryto zvláštními šupinami, které spíše než hadí šupiny připomínají šupiny ještěrčí. Břišní štítky jsou již patrné, ale nejsou tak dokonalé jako u modernějších hadů. Jejich oči jsou zakrnělé, ale funkční. Had dorůstá asi 70 centimetrů délky, byly ale chyceny i metrové exempláře. Ocas je krátký, připomínající hlavu, a had ho používá k ochraně před predátory. V nebezpečí schová skutečnou hlavu pod závity těla a ocas vztyčuje do výšky, takže predátor často zaútočí na ocas a hlava je nezraněna. Zbarvení je červené s příčnými pruhy, čímž připomíná korálovce. Z toho důvodu jej domorodci často zabíjejí.
Hadi tohoto druhu se většinou vyskytují v podzemí, pod kameny či kmeny a na temných a vlhkých místech. Loví různé obojživelníky a plazy, nepohrdne však ani bezobratlými a rybami. Jde o nočního živočicha, ve tmě taky vystupuje na zemský povrch. Hadi rodí živá mláďata, kterých bývá kolem pěti, někdy však až 8. Samice je několik hodin po narození hlídá.